# Alcides Gerardi
José Alcides Gerardi (Rio Grande, 15 de maio de 1918 — Rio de Janeiro, 3 de janeiro de 1978) foi um cantor e compositor brasileiro.

## Biografia
Nasceu na cidade gaúcha de Rio Grande, mas se mudou ainda muito jovem para Porto Alegre, onde começou seus estudos, e, logo depois, para o Rio de Janeiro, onde concluiu a escola primária e começou a trabalhar com o pai. Continuou com os estudos e seguiu trabalhando no comércio até 1935, iniciando sua carreira de cantor com uma orquestra de dancing. Na mesma época, candidatou-se como calouro na Rádio Nacional, porém sem sucesso.
Em 1939, atuou no grupo Namorados do Luar, quando começou a se destacar como cantor e fez sua primeira gravação em disco, em edição particular: o samba Não Faça a Vontade Dela (Nelson Cavaquinho). Dois anos depois, passou a integrar o trio Os Três Marrecos, com Marília Batista e seu irmão Henrique, porém durante um curto período. Em 1944, sendo o vocalista da orquestra de Simon Bountman, foi convidado a atuar na Rádio Transmissora por seu diretor, Arnaldo Sampaio e, no ano seguinte, conseguiu realizar sua primeira gravação comercial, pela Odeon, cantando a valsa Lourdes, de Mário Rossi e George Bass, o qual lhe acompanhou ao acordeão. Ainda em 1945, gravou mais dois discos, acompanhado de Antenógenes Silva, com as valsas Sueli e Cada Vez Te Quero Mais, a marcha Alegria e o samba Meu Defeito, todas da autoria do acordeonista e de Miguel Lima. A parceria entre Gerardi e Silva seria bastante frequente nos primeiros anos de carreira do cantor.
Em 1948, gravou o samba-canção Pergunte a Ela, de Fernando Martins e Geraldo Pereira e, no ano seguinte, foi contratado pela Rádio Tupi, para qual trabalhou até 1953, quando se transferiu para a Rádio Nacional. Em 1950, gravou aquele que seria seu maior sucesso: o samba Antonico, de Ismael Silva, levando notoriedade a este sambista então esquecido pela mídia. Em 1955, foi contratado pelas Organizações Victor Costa (depois extintas).
Sua primeira composição foi A Filha do Coronel, em parceria com Irani de Oliveira, a qual ele mesmo gravou, agora pela Columbia. Era letrista e, em outras composições, teve como parceiros Ernâni Campos, Othon Russo, Antônio Soares, Lázaro Martins e Nilo Barbosa.
Nas décadas de 1950 e 1960, gravou alguns LP's que fizeram sucesso razoável, especialmente os de bolero. Seu último LP, gravado em 1976, foi uma homenagem aos quarenta anos de carreira do compositor Leonel Azevedo. Gerardi veio a falecer dois anos depois, em decorrência de um acidente automobilístico, ao voltar de um show, na Via Dutra.

### Principais sucessos
- Abaixo de Deus (Elpídio Viana e Geraldo Pereira), 1947
- Pergunte a Ela (Fernando Martins e Geraldo Pereira), 1948
- Céu Estrelado (Jamesson Araújo), 1948
- Antonico (Ismael Silva), 1950
- Rei dos Reis (Bibi e Fernando Martins), com Raul de Barros & Seu Conjunto, 1950
- Ilha da Ilusão (Isle of Innisfree)(Dick Farrelly, versão de Juvenal Fernandes), 1954
- Cabecinha no Ombro (Paulo Borges), 1958